# Nvidia NVENC
Nvidia NVENC — аппаратный многопоточный кодировщик (энкодер) видео в формате Full HD и выше, работающий в реальном времени. Реализован на большинстве современных видеокарт Nvidia GeForce, кроме базовых моделей (имеющих только декодер NVDEC).
Кодировщик реализован в архитектурах Kepler, Maxwell, Pascal, Turing и Ampere, что обеспечивает высококачественную кодировку видео, которая быстрее и энергоэффективнее по сравнению с аналогичными кодировщиками на базе CPU. При этом не создается нагрузка на ядра GPU и CPU, что позволяет выполнять другие приложения во время сжатия видео без потери производительности. NVENC на GRID GPU и Quadro K4000 и выше могут поддерживать столько потоков, сколько позволяет предел скорости кодировщика NVENC и свободная память.
Чипы семейства Turing получили усовершенствованный мультимедийный блок.
NVENC поддерживается многими программами прямой трансляции и записи, такими как Wirecast , Open Broadcaster Software (OBS) и Bandicam, а также приложениями для редактирования видео, такими как Adobe Premiere Pro или DaVinci Resolve. Он также работает с «ShadowPlay», которая входит в состав программного обеспечения Nvidia GeForce Experience.
| Сведения о поддерживаемых форматах | Сведения о поддерживаемых форматах               | Сведения о поддерживаемых форматах               | Сведения о поддерживаемых форматах | Сведения о поддерживаемых форматах | Сведения о поддерживаемых форматах | Сведения о поддерживаемых форматах | Сведения о поддерживаемых форматах | Сведения о поддерживаемых форматах |
| ---------------------------------- | ------------------------------------------------ | ------------------------------------------------ | ---------------------------------- | ---------------------------------- | ---------------------------------- | ---------------------------------- | ---------------------------------- | ---------------------------------- |
| GPU                                | H.264 (AVCHD) YUV 4:2:0 / YUV 4:4:4 / без потерь | H.264 (AVCHD) YUV 4:2:0 / YUV 4:4:4 / без потерь | H.265 (HEVC) YUV 4:2:0             | H.265 (HEVC) YUV 4:2:0             | H.265 (HEVC) YUV 4:4:4             | H.265 (HEVC) YUV 4:4:4             | H.265 (HEVC) без потерь            | H.265 (HEVC) без потерь            |
| GPU                                | Макс Цвет                                        | Макс Разр.                                       | Макс Цвет                          | Макс Разр.                         | Макс Цвет                          | Макс Разр.                         | Макс Цвет                          | Макс Разр.                         |
| Maxwell (1-е поколение) *          | 8 бит                                            | 4096 х 4096                                      | N/A                                | N/A                                | N/A                                | N/A                                | N/A                                | N/A                                |
| Maxwell (2-е поколение)            | 8 бит                                            | 4096 х 4096                                      | 8 бит                              | 4096 х 4096                        | N/A                                | N/A                                | N/A                                | N/A                                |
| Maxwell (GM206)                    | 8 бит                                            | 4096 х 4096                                      | 8 бит                              | 4096 х 4096                        | 8 бит                              | 4096 х 4096                        | 8 бит                              | 4096 х 4096                        |
| Pascal                             | 8 бит                                            | 4096 х 4096                                      | 10-битный                          | 8192 x 8192 **                     | 10-битный                          | 8192 x 8192 **                     | 10-битный                          | 8192 x 8192 **                     |
| Volta                              | 8 бит                                            | 4096 х 4096                                      | 10-битный                          | 8192 x 8192                        | 10-битный                          | 8192 x 8192                        | 10-битный                          | 8192 x 8192                        |
| Turing                             | 8 бит                                            | 4096 х 4096                                      | 10-битный                          | 8192 x 8192                        | 10-битный                          | 8192 x 8192                        | 10-битный                          | 8192 x 8192                        |
| Ampere (не A100)                   | 8 бит                                            | 4096 х 4096                                      | 10-битный                          | 8192 x 8192                        | 10-битный                          | 8192 x 8192                        | 10-битный                          | 8192 x 8192                        |

* За исключением GM108 и GP108 (не поддерживается)
** За исключением GP100 (ограничено разрешением 4K)
| Пример: AMD Ryzen 9 3950X, GeForce RTX 2060, тест аппаратного ускорения видео                   | Пример: AMD Ryzen 9 3950X, GeForce RTX 2060, тест аппаратного ускорения видео | Пример: AMD Ryzen 9 3950X, GeForce RTX 2060, тест аппаратного ускорения видео | Пример: AMD Ryzen 9 3950X, GeForce RTX 2060, тест аппаратного ускорения видео | 3950x | 2060 |
| Программа                                                                                       | Время конвертирования, сек                                                    | Размер, MB                                                                    | Формат                                                                        | CPU%  | GPU% |
| Bandicam 5.1.0.1822                                                                             | 0                                                                             | 198                                                                           | 1080p60 MP4 H265 AAC 1 мин № 1                                                | 1     | 1    |
| DaVinci Resolve Studio 17.2.0.11                                                                | 13                                                                            | 113                                                                           | 1080p60 MP4 H265 AAC 1 мин № 2                                                | 9     | 99   |
| FFmpeg 4.4 GPU NVENC                                                                            | 6                                                                             | 110                                                                           | 1080p60 MP4 H265 AAC 1 мин № 3                                                | 33    | 85   |
| FFmpeg 4.4 CPU                                                                                  | 55                                                                            | 15                                                                            | 1080p60 MP4 H265 AAC 1 мин № 4                                                | 51    | 1    |
| DaVinci Resolve Studio 17.2.0.11                                                                | 49                                                                            | 226                                                                           | 4K60 MP4 H265 AAC 1 мин № 5                                                   | 3     | 100  |
| FFmpeg 4.4 CPU                                                                                  | 195                                                                           | 35                                                                            | 4K60 MP4 H265 AAC 1 мин № 6                                                   | 65    | 1    |
| * Не одинаковые форматы, разрешения увеличивают время перекодировки до ~ 60 % GPU, в 3 раза CPU |                                                                               |                                                                               |                                                                               |       |      |
| * Кадры с шумом (черно-белые с зернистостью, ливень сплошной) вычисляются в 2 раза дольше       |                                                                               |                                                                               |                                                                               |       |      |
| * Для монтажёров слабосжимаемый кодек ProRes, не для YouTube                                    |                                                                               |                                                                               |                                                                               |       |      |